# Лулеман (дегестан, Решт)
Лулеман (перс. لولمان) — дегестан в Ірані, у бахші Кучесфаган, в шагрестані Решт остану Ґілян. За даними перепису 2006 року, його населення становило 14388 осіб, які проживали у складі 4239 сімей.

## Населені пункти
До складу дегестану входять такі населені пункти:
- Ебрагім-Сара
- Карбасаде
- Катік-Лягіджан
- Моюаракабад
- Пір-Баст-е-Лулеман
- Рештабад
- Рудбаракі
- Таром-Сар
- Фоштом
- Халакі
- Челак
- Чулаб